# Memellandmedaljen

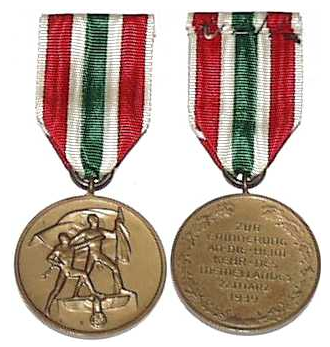
Memellandmedaljens avers och revers.

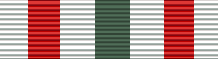
Memellandmedaljens släpspänne.

Memellandmedaljen (Medaille zur Erinnerung an die Heimkehr des Memellandes) var en utmärkelse i Tredje riket. Den instiftades av Adolf Hitler den 1 maj 1939 och förärades de tyska statstjänstemän samt de medlemmar av Wehrmacht och SS som verkat för och deltagit vid Tysklands annektering av Memelland den 22 mars 1939. 

### Webbkällor
- ”Occupation Medals: The Return of Memel Commemorative Medal” (på engelska). Wehrmacht-Awards.com. Arkiverad från originalet den 24 maj 2013. https://www.webcitation.org/6GrNq6M2Z?url=http://www.wehrmacht-awards.com/service_awards/occupation_medals.htm. Läst 24 maj 2013.